# 15 سبتمبر
- السبت
- الأحد
- الاثنين
- الثلاثاء
- الأربعاء
- الخميس
- الجمعة

- 307 ربيع الأول 1447  هـ
- 318 ربيع الأول 1447  هـ
- 19 ربيع الأول 1447  هـ
- 210 ربيع الأول 1447  هـ
- 311 ربيع الأول 1447  هـ
- 412 ربيع الأول 1447  هـ
- 513 ربيع الأول 1447  هـ
- 614 ربيع الأول 1447  هـ
- 715 ربيع الأول 1447  هـ
- 816 ربيع الأول 1447  هـ
- 917 ربيع الأول 1447  هـ
- 1018 ربيع الأول 1447  هـ
- 1119 ربيع الأول 1447  هـ
- 1220 ربيع الأول 1447  هـ
- 1321 ربيع الأول 1447  هـ
- 1422 ربيع الأول 1447  هـ
- 1523 ربيع الأول 1447  هـ
- 1624 ربيع الأول 1447  هـ
- 1725 ربيع الأول 1447  هـ
- 1826 ربيع الأول 1447  هـ
- 1927 ربيع الأول 1447  هـ
- 2028 ربيع الأول 1447  هـ
- 2129 ربيع الأول 1447  هـ
- 2230 ربيع الأول 1447  هـ
- 231 ربيع الآخر 1447  هـ
- 242 ربيع الآخر 1447  هـ
- 253 ربيع الآخر 1447  هـ
- 264 ربيع الآخر 1447  هـ
- 275 ربيع الآخر 1447  هـ
- 286 ربيع الآخر 1447  هـ
- 297 ربيع الآخر 1447  هـ
- 308 ربيع الآخر 1447  هـ
- 19 ربيع الآخر 1447  هـ
- 210 ربيع الآخر 1447  هـ
- 311 ربيع الآخر 1447  هـ

15 سبتمبر أو 15 أيلول أو يوم 15 \ 9 (اليوم الخامس عشر من الشهر التاسع) هو اليوم الثامن والخمسون بعد المئتين (258) من السنوات البسيطة، أو اليوم التاسع والخمسون بعد المئتين (259) من السنوات الكبيسة وفقًا للتقويم الميلادي الغربي (الغريغوري). يبقى بعده 107 يوما لانتهاء السنة.

## أحداث
- 625 ـ زواج علي بن أبي طالب وفاطمة الزهراء بنت النبي محمد.
- 1830 ـ افتتاح خط سكة الحديد بين ليفربول ومانشستر.
- 1864 ـ توقيع اتفاقية سبتمبر بين الحكومة الإيطالية ونابليون الثالث
- 1894 - اليابانيون يلحقون بالصين هزيمة عسكرية كبيرة في «معركة بينغ يانغ».
- 1916 - استخدام الدبابات لأول مرة في التاريخ من قبل الجيش البريطاني في معركة السوم أثناء الحرب العالمية الأولى.
- 1928 - الطبيب البريطاني ألكسندر فلمنج يكتشف البنسلين.
- 1935 - الزعيم النازي أدولف هتلر يصدر مجموعة من القوانين العنصرية عرفت باسم «قوانين نورمبرغ»، وتضمنت حرمان اليهود الألمان من حق المواطنة وتبني علم الصليب المعقوف شعار رسمي لألمانيا النازية.
- 1950 - بدأ معركة إنشون أثناء الحرب الكورية.
- 1952 - الأمم المتحدة توافق على ضم إرتريا إلى إثيوبيا بعد انتهاء الإدارة البريطانية لها.
- 1963 - انتخاب أحمد بن بلة رئيساً للجزائر.
- 1974 - صدور مرسوم إنشاء وكالة المخابرات المركزية الأمريكية.
- 1982 - إسرائيل تحتل العاصمة اللبنانية بيروت بشكل كامل في أعقاب اغتيال الرئيس المنتخب بشير الجميّل.
- 1983 - رئيس الوزراء الإسرائيلي مناحم بيجن يستقيل من منصبه.
- 2009 - الإفراج عن الصحفي العراقي منتظر الزيدي الذي اكتسب شهرة عالمية بعدما رشق الرئيس الأمريكي جورج دبليو بوش بحذائه.
- 2011 - محكمة جنايات القاهرة تقضي بالسجن مدة عشر سنوات على رجل الأعمال المصري أحمد عز، وإلغاء ترخيص شركتين لإنتاج الحديد مملوكتين له.
- 2015 -
  - مالكولم تورنبول يخلف طوني آبوت في رئاسة الحزب الليبرالي الأُسترالي ورئاسة وُزراء أستراليا.
  - إعلان نتائج تحقيق سقوط الرافعة في الحرم المكي الذي نفى الشبهة الجنائية وأكد أن سبب الحادث تعرض الرافعة لرياح قوية.
  - محكمة الجنايات الكويتية تقضي بإعدام سبعة أشخاص مدانين في قضية تفجير مسجد الإمام الصادق وتُبرِّئ أربعة عشر آخرين.
- 2017 -
  - وقوع تفجير في محطة بارسونز غرين في العاصمة البريطانية لندن يسفر عن إصابة 22 شخصًا على الأقل.
  - إنهاء مُهمة مسبار كاسيني-هويجنز في نظام زحل عن طريق إرساله طوعًا إلى قلب غلاف زحل الجوي.
- 2019 -
  - الناخبون التونسيون يتوجهون إلى مكاتب الاقتراع لاختيار الرئيس السابع للجمهورية التونسية بوجود 26 مرشحا، في ثاني انتخابات رئاسية تقام بعد الثورة.
  - فوز المُنتخب الإسباني بنهائي بطولة كأس العالم لكرة السلة 2019 بعد تغلُّبه على المُنتخب الأرجنتيني بِنتيجة 95 - 75.
- 2020 - توقيع اتفاقيتا تطبيع العلاقات بين إسرائيل مع الإمارات والبحرين في واشنطن العاصمة.

## مواليد
- 1254 - ماركو بولو، مستكشف إيطالي.
- 1857 - ويليام هوارد تافت، رئيس الولايات المتحدة.
- 1858 - شارل دو فوكو، رجل دين كاثوليكي فرنسي.
- 1885 - إينا زايدل، شاعرة وروائية ألمانية.
- 1890 - أجاثا كريستي، كاتبة روايات بوليسية إنجليزية.
- 1903 - عبد الرحمن مامي، طبيب وسياسي تونسي.
- 1904 - الملك أومبرتو الثاني، ملك مملكة إيطاليا.
- 1908 - غيرد غايزر، أديب ألماني.
- 1911 - شفيق نور الدين، ممثل مصري.
- 1912 - إسماعيل ياسين، ممثل مصري.
- 1914 - محمد أبو شهبة، عالم دين مصري.
- 1921 - مصطفى مشهور، المرشد الخامس لجماعة الإخوان المسلمون.
- 1925 - حنا جاسر، شاعر فلسطيني.
- 1926 - إيمامورا شوهيه، مخرج ياباني.
- 1929 - موري جيلمان، عالم فيزياء أمريكي حاصل على جائزة نوبل في الفيزياء عام 1969.
- 1930 - جواهر، راقصة شرقية وممثلة لبنانية.
- 1934 - عزت العلايلي، ممثل مصري.
- 1937 - روبرت لوكاس جونيور، اقتصادي أمريكي حاصل على جائزة نوبل في العلوم الاقتصادية عام 1995.
- 1938 - سعد الفرج، ممثل كويتي.
- 1939 - سعدية الزيدي، ممثلة عراقية.
- 1941 - فلوريان ألبرت، لاعب كرة قدم هنغاري.
- 1942 - ون جيا باو، سياسي صيني.
- 1943 - مخلص البحيري، ممثل مصري.
- 1944 - غراهام تايلور، لاعب ومدرب كرة قدم إنجليزي.
- 1945 - الأمير مقرن بن عبد العزيز آل سعود، مستشار ملك السعودية ومبعوثه الخاص.
- 1946 -
  - تومي لي جونز، ممثل أمريكي.
  - أوليفر ستون، مخرج أمريكي.
- 1951 - يوهان نيسكينز، لاعب كرة قدم هولندي.
- 1954 - هرانت دينك، صحفي تركي.
- 1960 - منحة زيتون، ممثلة مصرية.
- 1962 - سكوت مكنيل، ممثل أداء صوتي كندي.
- 1964 - روبرت فيتسو، رئيس وزراء سلوفاكيا.
- 1972 - الأميرة ليتيزيا، أميرة أستورياس زوجة ولي العهد الإسباني الأمير فيليبي.
- 1973 - الأمير دانيال، دوق واسترغوتلاند زوج ولية العهد في السويد الأميرة فيكتوريا.
- 1974 - سعيد مظفري زاده، حكم كرة قدم إيراني.
- 1977 -
  - أنجيلا أكي، مغنية وكاتبة أغاني يابانية.
  - توم هاردي، ممثل ومنتج بريطاني.
- 1978 - إيدور غوديونسون، لاعب كرة قدم آيسلندي.
- 1979 -
  - أيمي ديفيدسن، ممثلة أمريكية.
  - كارلوس رويز، لاعب كرة قدم غواتيمالي.
- 1980 - اريم التوغ، ممثلة تركية.
- 1984 - الأمير هاري، ابن ولي عهد المملكة المتحدة الأمير تشارلز والثالث في ترتيب العرش البريطاني.
- 1985 - ياسمين رئيس، ممثلة مصرية.
- 1987 - ألي سيسوكو، لاعب كرة قدم فرنسي.
- 1992 - محمد البريك، لاعب كرة قدم سعودي.
- 2000- لي يونغ بوك ، مغني من فرقة ستراي كيدز ،كوري جنوبي

## وفيات
- 668 - الإمبراطور قنسطنس الثاني، إمبراطور الإمبراطورية البيزنطية.
- 1206 - إسماعيل بن علي الحظيري، لغوي وشاعر عربي عراقي.
- 1859 - إسامبارد كينجدم برونيل، مهندس بريطاني.
- 1885 - إلياس صالح، كاتب، مؤرخ وشاعر سوري.
- 1926 - رودلف أوكن، فيلسوف ألماني حاصل على جائزة نوبل في الأدب عام 1908.
- 1946 - مولاي محمد، الابن البكر للسلطان المغربي الحسن الأول.
- 1973 - الملك غوستاف السادس أدولف، ملك السويد.
- 1984 - الأمير ناصر بن عبد العزيز آل سعود، أمير منطقة نجران.
- 1985 - وهيب البيطار، مسؤول حكومي وتربوي وشاعر فلسطيني.
- 2004 - إبراهيم مرعشلي، ممثل لبناني.
- 2007 - حسين الشربيني، ممثل مصري.
- 2016 - وجدان النقيب، شاعرة عراقية.
- 2017 - سعاد عبد الحميد، مؤلفة مصرية.
- 2022 - عبد الكريم بن سعود بن عبد العزيز آل سعود، أمير سعودي.

## أعياد ومناسبات
- اليوم العالمي للديمقراطية.
- عيد الاستقلال في هندوراس.
- عيد الاستقلال في غواتيمالا.
- اليوم الوطني للكتاب في الجزائر.
- عيد المهندسين في الهند.
- اليوم الوطني للثقافة التباوية في ليبيا

## وصلات خارجية
- وكالة الأنباء القطريَّة: حدث في مثل هذا اليوم.
- النيويورك تايمز: حدث في مثل هذا اليوم.
- BBC: حدث في مثل هذا اليوم.